# IC 3487
IC 3487 ist eine Zwerggalaxie vom Hubble-Typ dE? im Sternbild Jungfrau am Nordsternhimmel. Sie ist schätzungsweise 45 Millionen Lichtjahre von der Milchstraße entfernt.
Das Objekt wurde am 15. Februar 1900 von Arnold Schwassmann entdeckt.